# Nagy Endre (író)
Nagy Endre, születési és 1900-ig használt nevén Grosz Endre (Nagyszőlős, 1877. február 5. – Budapest, 1938. május 5.)  magyar újságíró, író, konferanszié, kabaréigazgató. „A magyar kabaré atyja.”

## Élete
Tanulmányait Nagyváradon végezte, s ott is lett újságíró a Szabadság című lapnál. Ady Endre és Bíró Lajos baráti körének tagja volt. 1900-ban már Budapesten élt, a Magyar Szó, majd a Pesti Napló munkatársa volt, utóbbinál egészen 1910-ig. 
1901-ben tűnt fel a Tarka színházban dalszövegeivel. A francia gyökerű szórakoztató és varietéműfajból eredeztethető humoros közéleti előadásokat a nagykörúti Royal Orfeum elődjeként működött Bonbonnière konferansziéjaként, 1907 és 1912 között honosította és emelte irodalmi színvonalra.
Fogadalmat tettem magamban, hogy ezt a megalázott, meggyalázott kabarét fölemelem a megbecsült művészetek színvonalára.
1908-ban a Modern Színpad igazgatója volt, amelyet 1913-ig vezetett. Társulatának tagjai: Medgyaszay Vilma, Somlay Artúr, Gózon Gyula, vagy Huszár Pufi.
Egyéves párizsi tartózkodása után 1914-től Az Est, majd a Budapesti Hírlap munkatársa volt. 1919-ben Nagy Endre Színpada néven nyitott kabarét a Télikertben, 1921-ben a Gresham-palota pincéjében a Pódium Kabarét, majd 1922-ben a Lomb Színpadot a Stefánia úton. 1923–1929 között Salamon Bélával együtt a Terézkörúti Színpadot vezette.
Az 1930-as években az Újság belső munkatársaként dolgozott. Élete utolsó éveiben a Nyugat Baráti Körének előadóestjét vezette.

## Munkássága

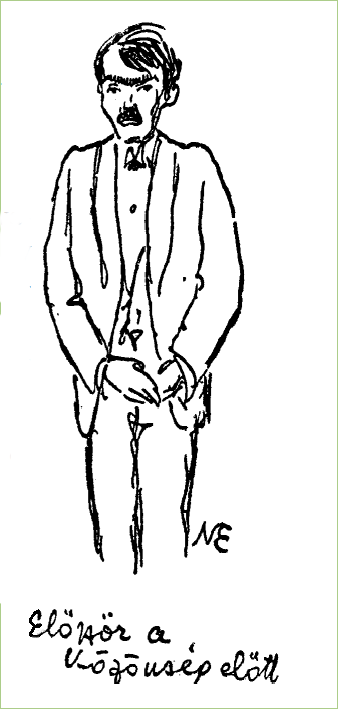
Nagy Endre önarcképe A kabaré regényében

Nagy Endre a magyar politikai kabaré, a konferanszié műfaj megteremtője, megújítója volt, aki – beszédhibája ellenére – közvetlen kapcsolatot alakított ki a közönséggel, közéleti témákkal foglalkozó konferanszaival nagy népszerűségre tett szert. Az általa vezetett kabarék számára a korszak komoly írói, költői írtak jeleneteket, kuplékat(en), egyfelvonásos darabokat.
| Nagy Endre: Konferansz a körmondatról: |
|                                        |
Több könyvet írt, és két film forgatókönyve is a nevéhez fűződik. Némely könyvét saját rajzaival illusztrálta.
Nagy Endre és Gellért Oszkár mindent elkövettek, hogy a Nyugat délutánjait fölvirágoztassák. Ez eleinte nagy lendülettel sikerült is. De aztán kikezdte a műfajnak betegsége, a szokvány. Némi közönség hűséges megjelent. Ha egyéb nem vonzotta, Nagy Endrének változat-gazdag konferansza és kifogyhatatlan ötletessége okvetlen.

## Családja
Grosz Salamon és Rozner Janka fiaként született Nagyszőlősön, izraelita vallásúként, 1913-ban a református vallásra tért át. 1906. június 21-én Budapesten házasságot kötött Vaczó Eszterrel, Vaczó Sándor és Gicze Julianna lányával. A két tanú Pásztor Mihály és Kéri Pál voltak.

## Művei

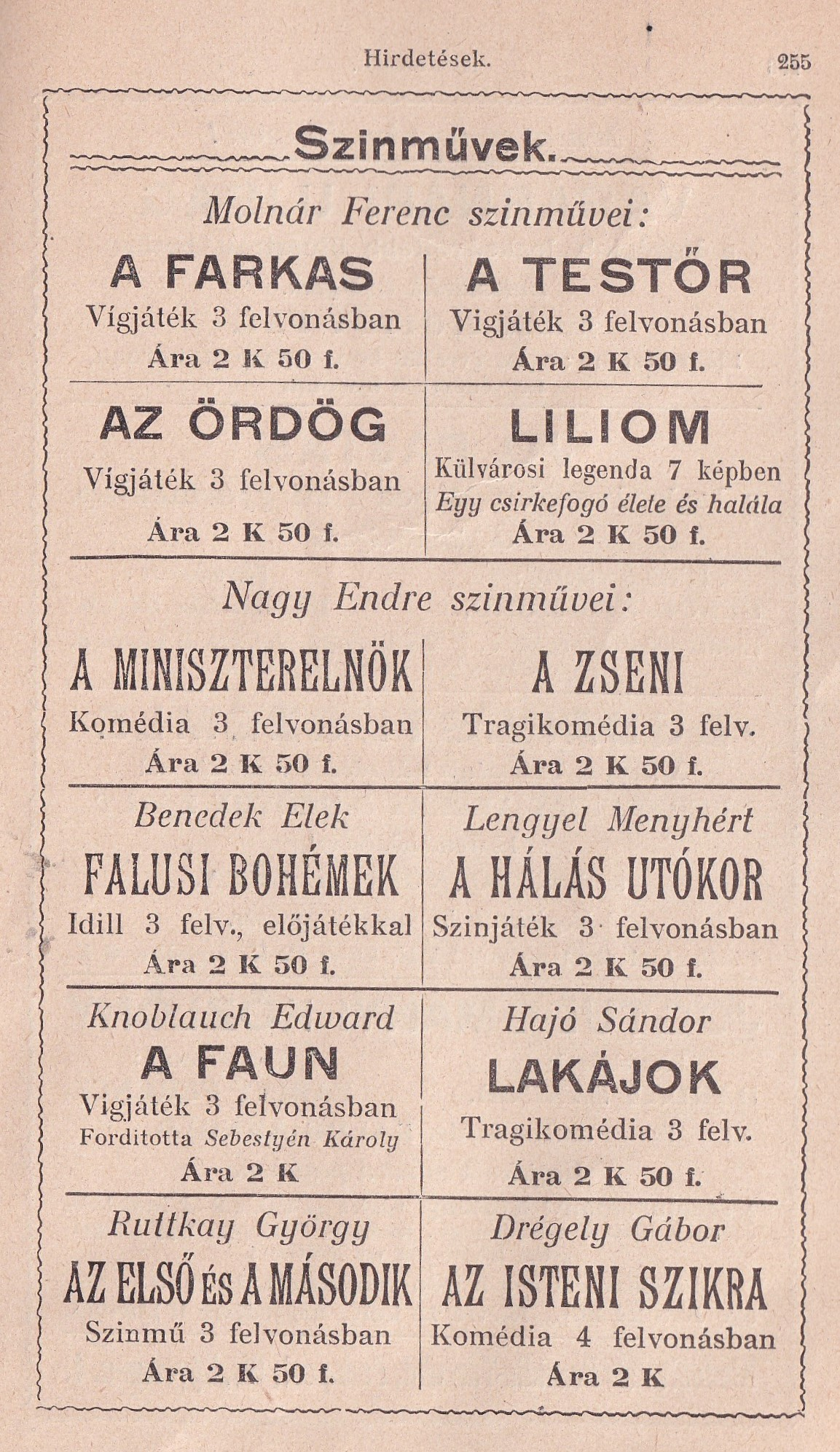
Műveinek korabeli hirdetése

- Siralmak könyve; Laszky Ármin, Nagyvárad, 1896
- Rózsa. Lírai elbeszélés; Doktor Ny., Nagyszőlős, 1900
- Nagy Endre–Szini Gyula–Tábori Kornél: A jó vidék. Víg esetek; Nap Ny., Budapest, 190? (Vidám könyvtár)
- Tarka krónikák. A ma anekdótái; egybegyűjtötte Nagy Endre; Pallas, Budapest, 1903
- Gyönyörű lovagkor; Globus Ny., Budapest, 1905
- A Geödhyek; Singer-Wolfner, Budapest, 1905 (Vidám könyvek)
- Apostol a Hódságon. Regény; Franklin, Budapest, 1907 (Fehér könyvek)
- Egynapos özvegy; Magyar Kereskedelmi Közlöny, Budapest, 1907
- Márton lovag és egyéb elbeszélések; Mozgó könyvtár vállalat, Budapest, 1908 (Mozgó könyvtár)
- A misokai földkirály és egyéb elbeszélések; Grill, Budapest, 1908 (Magyar írók aranykönyvtára)
- Kati kisasszony élettörténete. Ifjúsági regény; Singer-Wolfner, Budapest, 1909 (Ifjúsági regénytár)
- Nagy Endre–Pásztor Árpád–Tábori Kornél: Humor a politikában... Karcolat; Korvin, Budapest, 191? (Vidám könyvtár)
- Szomaházy István–Tábori Kornél–Nagy Endre: Kártyahumor. Víg históriák; A Nap Ny., Budapest, 1911 (Vidám könyvtár)
- A zseni. Tragikomédia; Franklin, Budapest, 1911
- A miniszterelnök. Komédia; Franklin, Budapest, 1913
- A pólai győző. Elbeszélések; Athenaeum, Budapest, 1913 (Modern könyvtár)
- Nagy Endre–Szini Gyula–Tábori Kornél: Óh azok a gyerekek! Nyolcvan víg apróság; Vidám könyvtár, Budapest, 1913
- Tábori levelek; összeáll., bev. Nagy Endre; Singer-Wolfner, Budapest, 1915 (A nagy háború könyvei)
- Csataképek a nagy háborúból; összeáll., bev. Nagy Endre; Singer-Wolfner, Budapest, 1915 (A nagy háború könyvei)
- A nagy háború anekdotakincse; összeáll., bev. Nagy Endre; Singer-Wolfner, Budapest, 1915 (A nagy háború könyvei) Online
- Sienai Szent Katalin vőlegénye. Elbeszélések; Singer-Wolfner, Budapest, 1916
- Oh az a vén kujon!; Légrády, Budapest, 1917
- Erdély fia; Légrády, Budapest, 1917 (Az Érdekes Újság könyvei)
- Jönnek a színészek. Egy kis körút a vidéken; Érdekes Újság, Budapest, 1918
- A Mágócsy-csirkék története; Lampel, Budapest, 1918 (Magyar könyvtár)
- Mirjám, a lélektani rejtély; Singer-Wolfner, Budapest, 1918 (Milliók könyve)
- Phőbus védencei; Légrády, Budapest 1918
- Szeplőtlen asszony. Regény; Légrády, Budapest, 1918
- Udvari történet. Regény; Tolnai, Budapest, 1926 (Tolnai regénytára)
- Lukits Milos kalandjai; Genius, Budapest, 1927
- Mademoiselle Martcha. Kis regény; Singer-Wolfner, Budapest, 1928
- A nyárspolgár (vígjáték, 1930)
- A kupléénekes. Regény; Singer-Wolfner, Budapest, 1930 (A magyar irodalom jelesei)
- Hajnali beszélgetések Lukits Milossal; Genius, Budapest, 1930
- Fatornyos hazám (1932)
- Szerelmesek kalauza; Nyugat, Budapest, 1934
- A kabaré regénye; Nyugat, Budapest, 1935 (Nyugat-könyvek)
- Párizs (1935)
- Egy város regénye (1936)
- Várad – Pest – Párizs; vál., sajtó alá rend., előszó Kellér Andor; Szépirodalmi, Budapest, 1958
- Egy város regénye / A kabaré regénye; Magvető, Budapest, 1978
- A kockás város. Novellák; összeáll., utószó Fráter Zoltán; Noran, Budapest, 1998 (Ködlovagok)
- Egy város regénye; szöveggond. Károly Márta; Palatinus, Budapest, 1999 (Várad, villanyváros)
- Öregek kalauza; Noran, Budapest, 2000
- Párizs, 1913; sajtó alá rend. Károly Márta; Palatinus, Budapest, 2000